# Tratado de Ribemont
El Tratado de Ribemont se firmó en febrero de 880 entre tres reyes carolingios: Luis el Joven, rey de Francia Oriental (Sajonia y Franconia), y sus sobrinos, los hermanos Luis III y Carlomán II, sucesores de su padre Luis II el Tartamudo, rey de Francia Occidental (Neustria y Aquitania).
Luis III el Joven estaba dispuesto a hacer la guerra a sus primos Luis III y Carlomán II, por el control de la Lotaringia cuando, en octubre de 879, un noble no carolingio, Bosón de Provenza, fue proclamado rey por el Sínodo de Mantaille (una asamblea de nobles y eclesiásticos de la zona del Ródano y el Saona —suele denominársele rey de Provenza, aunque su territorio se proyectaba más hacia el norte, en el espacio conocido como Borgoña—). Por otro lado, el hecho de que los vikingos hubieran reanudado sus ofensivas provocó que los tres soberanos carolingios decidiesen aparcar sus diferencias y hacer frente común contra estas amenazas.
Se reunieron en Ribemont, actualmente en el departamento francés de Aisne. A cambio de la neutralidad de Luis el Joven, los carolingios occidentales le concedieron la parte de la Lotaringia que poseían tras el Tratado de Mersen, para así afrontar la lucha contra Bosón.
El trazado fronterizo acordado fue el que mantuvieron los posteriores reino de Francia y Sacro Imperio Germánico durante toda la Edad Media.

## Véase también

Situación en 881.
Situación en 888.